# Clavariadelphus flavidus
Clavariadelphus flavidus är en svampart som beskrevs av Methven 1989. Clavariadelphus flavidus ingår i släktet Clavariadelphus och familjen Clavariadelphaceae.   Inga underarter finns listade i Catalogue of Life.